# Ministerstvo pro místní rozvoj České republiky
Ministerstvo pro místní rozvoj ČR (MMR) je ústřední orgán státní správy České republiky ve věcech regionální politiky, politiky bydlení a dalších vymezených úsecích správy.
Ministerstvo bylo zřízeno s účinností od 1. listopadu 1996 zákonem č. 272/1996 Sb., kterým byl změněn zákon č. 2/1969 Sb., o zřízení ministerstev a jiných ústředních orgánů státní správy České republiky. Tento kompetenční zákon (ve znění pozdějších předpisů) vymezuje základní působnost ministerstva.
MMR sídlí na Staroměstském náměstí v Praze, v budově bývalé Pražské městské pojišťovny (Staroměstské nám. 6). Další pracoviště ministerstva se nachází v budovách Na Příkopě 3 a Letenská 3.

## Oblasti působnosti
Ministerstvo pro místní rozvoj je ústředním orgánem státní správy ve věcech
- regionální politiky
- politiky bydlení
- rozvoje domovního a bytového fondu
- nájmu bytů a nebytových prostor
- územního plánování a stavebního řádu
- vyvlastnění
- investiční politiky
- cestovního ruchu
- veřejné dražby
- realitní činnosti
- pohřebnictví

Ministerstvo dále
- spravuje finanční prostředky určené k zabezpečování politiky bydlení a regionální politiky státu
- koordinuje činnosti ministerstev a jiných ústředních orgánů státní správy při zabezpečování politiky bydlení a regionální politiky státu, včetně koordinace financování těchto činností, pokud tyto prostředky přímo nespravuje
- zabezpečuje informační metodickou pomoc vyšším územním samosprávným celkům, městům, obcím a jejich sdružením
- zajišťuje činnosti spojené s procesem zapojování územních samosprávných celků do evropských regionálních struktur
- plní roli Národního koordinačního orgánu (NOK), který stanovuje jednotný rámec pro řízení a provádění pomoci poskytované ze strukturálních fondů a Fondu soudržnosti v České republice
- zabezpečuje činnosti spojené s Kohezní politikou EU v ČR, která je zaměřena na snižování rozdílů mezi úrovní rozvoje různých regionů ČR a na sbližování ekonomické úrovně ČR s EU
- zabezpečuje účast ČR v Územní agendě EU, která vytváří strategický a akční rámec územního rozvoje Evropy s vazbou na národní koncepce územního rozvoje

V přímé či nepřímé řídící působnosti MMR působí tyto organizace:
- Přímo řízené organizace:
  - Centrum pro regionální rozvoj České republiky - státní příspěvková organizace zřízená Zákonem č. 248/2000 Sb.
  - Česká centrála cestovního ruchu - příspěvková organizace
  - Ústav územního rozvoje (ÚÚR) - organizační složka státu zřízená MMR
  - Privum - přímo řízená rozpočtová organizace MMR
- Nepřímo řízené organizace:
  - Horská služba ČR, o.p.s. - MMR vykonává jménem státu funkci zakladatele této obecně prospěšné společnosti
  - Státní fond podpory investic (SFPI) - samostatná právnická osoba, zřízená zákonem č. 211/2000 Sb., v působnosti MMR
  - Národní rozvojová banka, a.s. - MMR drží v bance spolu s rezortem financí a průmyslu kontrolní balík akcií